# Стужицька сільська рада
| Стужицька сільська рада — колишній орган місцевого самоврядування у Великоберезнянському районі Закарпатської області з адміністративним центром у с. Стужиця. Сільській раді підпорядковані населені пункти: - с. Стужиця |

## Склад ради
Рада складається з 16 депутатів та голови.

## Керівний склад сільської ради
| ПІБ                 | Основні відомості                                                 | Дата обрання | Дата звільнення |
| ------------------- | ----------------------------------------------------------------- | ------------ | --------------- |
| Шоляк Юрій Юрійович | Сільський голова, 1978 року народження, освіта                    | 26.03.2006   | 31.10.2010      |
| Шоляк Юрій Юрійович | Сільський голова, 1978 року народження, освіта вища, безпартійний | 31.10.2010   |                 |

Примітка: таблиця складена за даними джерела

## Населення
Згідно з переписом УРСР 1989 року чисельність наявного населення сільської ради становила 1107 осіб, з яких 534 чоловіки та 573 жінки.
За переписом населення України 2001 року в сільській раді мешкала 981 особа.

### Мова
Розподіл населення за рідною мовою за даними перепису 2001 року:
| Мова       | Відсоток |
| ---------- | -------- |
| українська | 99,70 %  |
| російська  | 0,20 %   |